# Aska och Dals kontrakt (före 1725)
Aska och Dals kontrakt var ett kontrakt i Linköpings stift inom Svenska kyrkan. Kontraktet upphörde 1725.

## Administrativ historik
Aska kontrakt var tidigt sammanlagd med Dals kontrakt under namnet Aska och Dals kontrakt. I början av 1600-talet tillhörde Normlösa församling och Herrberga församling i Normlösa pastorat Aska kontrakt. 1725 delades Aska och Dals kontrakt till självständiga kontrakt.

## Församlingar

### Dals kontrakt
- Vadstena församling
- Sankt Pers församling
- Strå församling
- Orlunda församling.
- Herrestads församling
- Källstads församling
- Rogslösa församling
- Väversunda församling
- Örberga församling
- Nässja församling
- Vadstena krigsmanshusförsamling.

### Aska kontrakt
- Motala församling
- Vinnerstads församling
- Stens församling
- Kälvestens församling
- Fivelstads församling
- Hagebyhöga församling
- Orlunda församling
- Västra Ny församling
- Varv och Styra församling
- Asks församling
- Ekebyborna församling

## Kontraktsprostar
| Ämbetstid | Namn                             | Levnadstid | Övrigt                            |
| --------- | -------------------------------- | ---------- | --------------------------------- |
| 1605-1606 | Jonas Kylander                   | 1566-1630  | Kyrkoherde i Vadstena församling. |
| 1606      | Johannes Nicolai Husenbergius    | 1540–      | Kyrkoherde i Normlösa församling. |
| 1615-1632 | Enoch Haquini Cringelius         | 1559-1632  | Kyrkoherde i Vadstena församling. |
| 1634-1640 | Daniel Laurentii (Sudercopensis) | 1586-1640  | Kyrkoherde i Vadstena församling. |
| 1641-1672 | Samuel Drysenius                 | 1600-1672  | Kyrkoherde i Vadstena församling. |
| 1673-1688 | Ericus Simonius Löfgren          | 1626-1688  | Kyrkoherde i Vadstena församling. |
| 1689-1712 | Samuel Pontinus                  | 1658-1712  | Kyrkoherde i Vadstena församling. |
| 1713-1723 | Nils Moëll                       | 1680-1723  | Kyrkoherde i Vadstena församling. |